# Synema latispinum
Synema latispinum es una especie de araña cangrejo del género Synema, familia Thomisidae, orden Araneae.

## Distribución
Esta especie se encuentra en Perú.

## Taxonomía
Fue descrita por Keyserling en 1883.
Tratamiento taxonómico
La especie aparece registrada y publicada en Neue Spinnen aus Amerika. IV. Verhandlungen der Kaiserlich–Königlichen Zoologisch–Botanischen Gesellschaft in Wien 32: 195–226.